# Championnats du monde de cross-country 1999
Navigation
Édition précédente Édition suivante
Les 27e Championnats du monde de cross-country IAAF  se sont déroulés les 27 et 28 mars 1999 à Belfast en Irlande du Nord.

## Parcours
- 12 km – Cross long hommes
- 4,236 km – Cross court hommes
- 8,012 km – Course junior hommes
- 8,012 km – Cross long femmes
- 4,236 km – Cross court femmes
- 6,124 km – Course junior femmes

## Résultats

### Cross long hommes

#### Individuel
| Place              | Athlète          | Pays           | Temps |
| ------------------ | ---------------- | -------------- | ----- |
| Médaille d'or      | Paul Tergat      | Kenya          | 38:28 |
| Médaille d'argent  | Patrick Ivuti    | Kenya          | 38:32 |
| Médaille de bronze | Paulo Guerra     | Portugal       | 38:46 |
| 4                  | Joshua Chelanga  | Kenya          | 39:05 |
| 5                  | Evans Rutto      | Kenya          | 39:12 |
| 6                  | Paul Koech       | Kenya          | 39:51 |
| 7                  | Mohammed Mourhit | Belgique       | 40:09 |
| 8                  | Jon Brown        | United Kingdom | 40:09 |
| 9                  | Habte Jifar      | Éthiopie       | 40:21 |
| 10                 | Domingos Castro  | Portugal       | 40:25 |

#### Équipes
| Médaille | Athlètes                                                                                         | Points |
| Or       | Kenya Paul Tergat (1e) Patrick Ivuti (2e) Joshua Chelanga (4e) Evans Rutto (5e)                  | 12 pts |
| Argent   | Éthiopie Habte Jifar (9e) Assefa Mezgebu (11e) Girma Tolla (17e) Tesfaye Tola (20e)              | 57 pts |
| Bronze   | Portugal Paulo Guerra (3e) Domingos Castro (10e) Eduardo Henriques (14e) Alberto Maravilha (49e) | 76 pts |

### Cross Court Hommes

#### Individuel
| Médaille | Athlète                    | Temps       |
| Or       | Benjamin Limo (KEN)        | 12 min 28 s |
| Argent   | Paul Malakwen Kosgei (KEN) | 12 min 31 s |
| Bronze   | Hailu Mekonnen (ETH)       | 12 min 35 s |

#### Équipes
| Médaille | Athlètes                                                                                 | Points |
| Or       | Kenya Benjamin Limo (1e) Paul Malakwen Kosgei (2e) James Koskei (5e) Daniel Gachara (6e) | 14 pts |
| Argent   | Maroc El Hassan Lahssini (9e) Mohammed Amyn (10e) Adil Kaouch (11e) Ahmed Baday (15e)    | 45 pts |
| Bronze   | Éthiopie Hailu Mekonnen (3e) Millon Wolde (4e) Alene Emere (18e) Berhanu Addane (30e)    | 55 pts |

### Course juniors hommes

#### Individuel
| Médaille | Athlète               | Temps       |
| Or       | Hailu Mekonnen (ETH)  | 25 min 38 s |
| Argent   | Richard Limo (KEN)    | 25 min 43 s |
| Bronze   | Kipchumba Mitei (KEN) | 25 min 45 s |

#### Équipes
| Médaille | Athlètes | Points |
| Or       | Kenya    | 16 pts |
| Argent   | Éthiopie | 24 pts |
| Bronze   | Tanzanie | 77 pts |

### Cross long femmes

#### Individuel
| Médaille | Athlète               | Temps       |
| Or       | Gete Wami (ETH)       | 28 min 00 s |
| Argent   | Merima Denboba (ETH)  | 28 min 12 s |
| Bronze   | Paula Radcliffe (GBR) | 28 min 12 s |

#### Équipes
| Médaille | Athlètes                                                                               | Points |
| Or       | Éthiopie Gete Wami (1e) Merima Denboba (2e) Ayelech Worku (4e) Leila Aman (11e)        | 18 pts |
| Argent   | Kenya Susan Chepkemei (5e) Jane Ngotho (6e) Jane Omoro (7e) Leah Malot (9e)            | 27 pts |
| Bronze   | Portugal Helena Sampaio (8e) Ana Dias (13e) Conceição Ferreira (30e) Mónica Rosa (43e) | 94 pts |

### Cross Court Femmes

#### Individuel
| Médaille | Athlète                       | Temps       |
| Or       | Jackline Maranga (KEN)        | 15 min 09 s |
| Argent   | Yamna Oubouhou-Belkacem (FRA) | 15 min 16 s |
| Bronze   | Annemari Sandell (FIN)        | 15 min 17 s |

#### Équipes
| Médaille | Athlètes | Points |
| Or       | France Yamna Oubouhou-Belkacem (2e) Fatima Maama-Yvelain (9e) Blandine Bitzner-Ducret (10e) Céline Rajot (19e) | 40 pts |
| Argent   | Éthiopie Alemitu Bekele (6e) Kutre Dulecha (12e) Lulit Legesse (14e) Genet Gebregiorgis (16e)                  | 48 pts |
| Bronze   | Maroc Asmae Leghzaoui (7e) Seloua Ouaziz (13e) Zhor El Kamch (13e) Saliha Khaldoun (25e)                       | 69 pts |

### Cross Junior Femmes

#### Individuel
| Médaille | Athlète                | Temps       |
| Or       | Werknesh Kidane (ETH)  | 21 min 26 s |
| Argent   | Vivian Cheruiyot (KEN) | 21 min 37 s |
| Bronze   | Yoshiko Fujinaga (JPN) | 21 min 41 s |

#### Équipes
| Médaille | Athlètes | Points |
| Or       | Éthiopie | 20 pts |
| Argent   | Kenya    | 31 pts |
| Bronze   | Japon    | 46 pts |